# Province de Sao Tomé

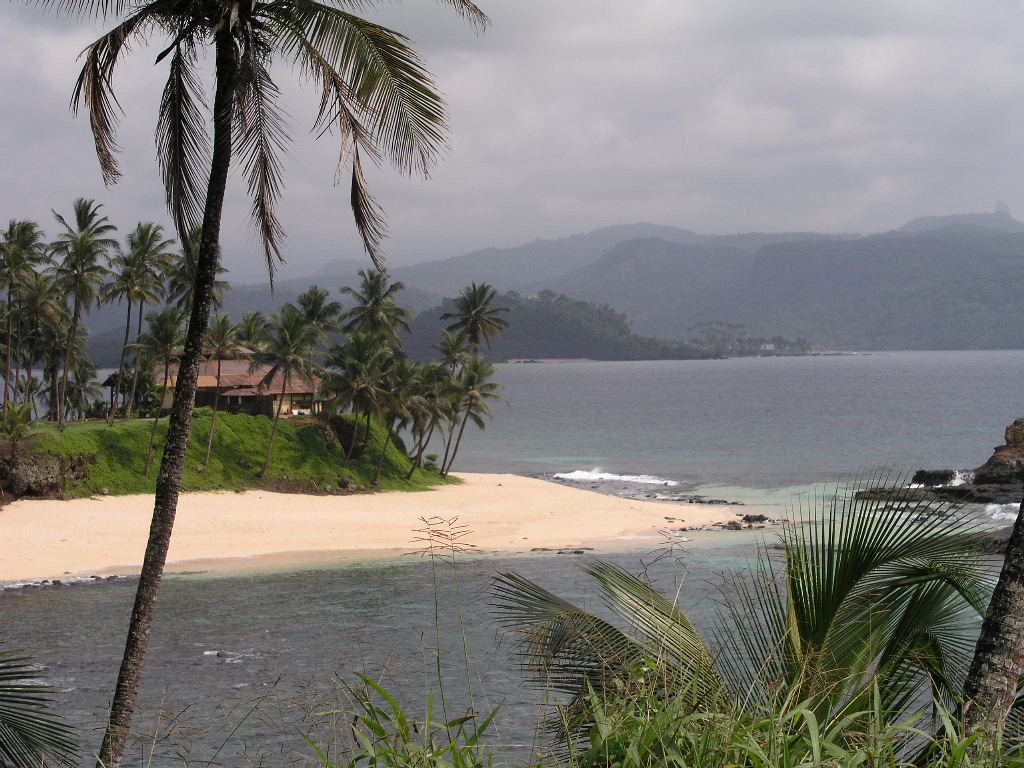
Le restaurant du complexe Pestana Equator, sur l’îlot de Rolas, à São Tomé.

La province de Sao Tomé est une des deux provinces de Sao Tomé-et-Principe. Elle possède cinq districts : Água Grande, Cantagalo, Caué, Lembá, Lobata et Mé-Zóchi. Sa capitale est São Tomé.